# Jalla Jalla en Jul för Alla
Jalla Jalla en Jul för Alla är en öppen julfest som årligen arrangeras på julafton den 24 december på Moriska paviljongen i Malmö. Målgruppen är hemlösa och andra behövande. Julfesten startade som gräsrotsprojekt av Soppkök Malmö år 2012 och har sedan dess blivit en fristående förening. Varje år besöker cirka 1000 personer och 200 volontärer evenemanget. Festen består bland annat av julmat, levande musik, julklappsutdelning och aktiviteter för barn.